# Kirchheim (Francia)
Kirchheim (Keriche in alsaziano) è un comune francese di 620 abitanti situato nel dipartimento del Basso Reno nella regione del Grand Est.

## Società

### Evoluzione demografica
Abitanti censiti